# 태양계를 벗어난 인조물 목록

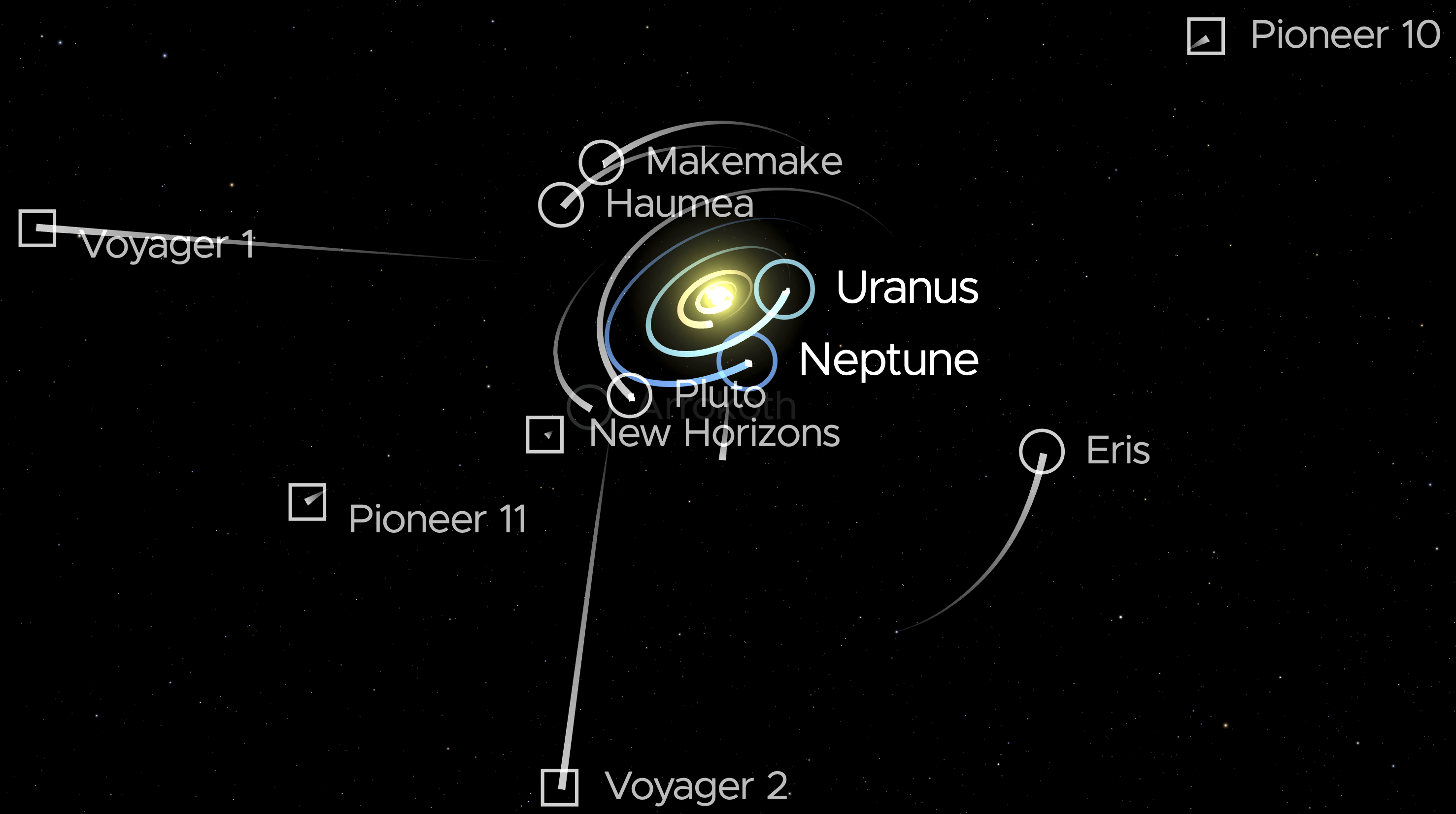
태양계를 떠났거나 떠나려는 우주선은 사각형 상자로 묘사된다.

몇몇의 무인 우주선들과 다단 로켓은 태양계를 탈출했으며, 전부 NASA가 발사한 우주선이다. 탐사선 중 세 대인 보이저 1호, 보이저 2호, 그리고 뉴 허라이즌스는 여전히 작동 중이며 정기적으로 무선 통신으로 연락이 이루어지고 있다. 하지만 파이어니어 10호와 파이어니어 11호는 현재 더 이상 작동하지 않는 상태이다. 이 우주선들 외에도 몇몇 상단부와 감속 회전용 추도 궤적을 계속 유지한다고 가정할 때 태양계를 계속 벗어나고 있다.

이 물체들은 그 속도와 방향이 태양으로부터 멀어지게 하고 있으며, 현재 태양으로부터의 거리에서는 태양의 중력이 이 물체들을 다시 끌어당기거나 궤도로 끌어들이기에 충분하지 않기 때문에 태양계를 떠나고 있다. 이들은 태양의 중력에 전혀 영향을 받지 않는 것은 아니며 중력에 의해 감속되고 있지만, 여전히 태양계를 벗어나 우주 공간으로 진입하기에 충분한 탈출 속도를 초과한 상태로 이동하고 있다.

보이저 2호의 태양으로부터의 거리에 대한 태양 중심 속도의 도표는 목성, 토성, 천왕성의 우주선을 가속시키기 위해 중력의 도움을 받으며, 마지막으로 해왕성의 트리톤과의 만남을 보여다. 매우 거대한 행성들은 중력을 통해 우주선을 끌어당긴다. 이 힘은 우주선을 가속시킨다. 만약 우주선이 행성과 충돌 궤도에 있지 않고, 우주선이 행성의 탈출 속도보다 빠르게 이동하고 있다면, 우주선은 행성을 지나 중력 가속도로 인해 속도를 얻게 될 것이다. 이를 스윙바이(또는 "중력 슬링샷")이라고 한다.

## 행성 탐사선
- 파이어니어 10호 – 1972년에 발사되어 1973년에 목성을 지나갔으며, 황소자리의 알데바란(65광년 거리) 방향으로 향하고 있다. 2003년 1월에 교신이 끊겼으며, 현재 약 134천문단위(AU; 1AU는 지구와 태양 간 평균 거리로 약 1억 5천만 킬로미터(9천 3백만 마일))를 지난 것으로 추정된다.[1]

- 파이어니어 11호 – 1973년에 발사되어 1974년에 목성, 1979년에 토성을 지나갔다. 1995년 11월에 교신이 끊겼으며, 현재 약 111AU 지점에 있는 것으로 추정된다.[2] 이 우주선은 궁수자리의 북서쪽에 위치한 독수리자리 방향으로 향하고 있다. 특별한 사건이 없다면 파이오니어 11호는 약 400만 년 후 독수리자리 내의 별 근처를 지나게 될 것이다.[3]

- 보이저 2호 – 1977년 8월에 발사되어 1979년에 목성, 1981년에 토성, 1986년에 천왕성, 1989년에 해왕성을 지나갔다. 2018년 11월 5일, 119AU 지점에서 태양권을 벗어나 성간 공간으로 진입했다.[4] 보이저 2호는 여전히 작동 중이다. 특정 별을 향해 가고 있지는 않지만 약 4만 년 후 로스 248이라는 별에서 1.7광년 떨어진 지점을 통과할 것으로 보인다.[5] 로스 248과 태양은 현재 서로 가까워지고 있으며, 약 3만6천 년 후에는 서로 3광년 이내 거리로 스쳐 지나갈 것이다.[6] 별다른 방해가 없다면, 보이저 2호는 약 29만6천 년 후 시리우스 별 근처를 4.3광년 거리로 지나게 될 것이다.[5]

- 보이저 1호 – 1977년 9월에 발사되어 1979년에 목성, 1980년에 토성을 지나면서 토성의 위성 타이탄을 특별히 근접 통과했다. 이 탐사선은 2012년 8월 25일, 121AU 지점에서 태양권계면을 넘어 성간 공간으로 진입했다.[7] 보이저 1호는 여전히 작동 중이다. 약 4만 년 후 글리제 445(AC +79 3888)라는 별과 태양이 서로 3.45광년 거리로 스쳐 지나갈 예정이며, 현재 이 둘은 약 17.6광년 떨어져 있다.[8] 이때 보이저 1호는 글리제 445에 최대 1.6광년까지 접근할 것으로 예상된다.[5][9]

- 뉴허라이즌스 – 2006년에 발사되어 2007년에 목성을 지나갔으며, 2015년 7월 14일 명왕성을 통과했다. 이후 2019년 1월 1일에는 카이퍼대 확장 임무(KEM)의 일환으로 카이퍼대 천체 486958 아로코트를 통과했다.[10] 2021년 4월 17일, 태양으로부터 50AU 거리에 도달했다.[11]

다른 탐사선들이 먼저 발사되었지만, 보이저 1호는 더 높은 속도를 달성하여 다른 모든 탐사선을 추월했다. 보이저 1호는 발사 몇 달 후인 1977년 12월 19일 보이저 2호를 추월했다. 1981년에는 파이어니어 11호를 추월했고, 이후 1998년 2월 17일 파이어니어 10호까지 추월하면서 태양으로부터 가장 먼 탐사선이 되었다. 보이저 2호는 자신보다 이전에 발사된 모든 탐사선보다 더 빠르게 이동하고 있으며, 1980년대 후반에 파이어니어 11호를 추월했고, 2023년 7월 18일에는 파이어니어 10호까지 추월하여 태양으로부터 두 번째로 먼 우주선이 되었다.
파이어니어 변칙 현상이 뉴허라이즌스에 어떤 영향을 미치는지에 따라 달라질 수 있지만, 뉴 허라이즌스 역시 아마도 파이어니어 탐사선들을 추월할 것으로 보이며 그러기까지는 많은 시간이 필요하다. 뉴허라이즌스는 2143년에 파이어니어 11호를 추월하고, 2314년에는 파이니어 10호를 추월할 예정이지만 보이저 탐사선들보다는 결코 앞서지 못할 것이다.

## 속도와 태양으로부터의 거리
표에 나오는 거리들을 이해하기 쉽게 말하자면, 명왕성의 평균 거리(반장축)는 약 40AU이다.
| 이름            | 발사    | 연락이 끊김 (2024년 기준) | 태양으로부터의 거리 (AU) (2024년 기준) | 속도 (km/s) |
| --------------- | ------- | ------------------------- | -------------------------------------- | ----------- |
| 보이저 1호      | 1977-09 | -                         | 165.359                                | 16.9        |
| 보이저 2호      | 1977-08 | -                         | 138.149                                | 15.2        |
| 파이어니어 10호 | 1972    | 2003                      | 137.345                                | 11.8        |
| 파이어니어 11호 | 1973    | 1995                      | 115.051                                | 11.1        |
| 뉴 허라이즌스   | 2006    | -                         | 60.382                                 | 13.6        |

참고: 위의 데이터는 2024년 11월 21일 기준이다. 출처: JPL, NASA SSD 시뮬레이터, 뉴호라이즌스용.
태양 탈출 속도는 태양 중심으로부터의 거리(r)의 함수로 주어지며,
{\displaystyle v_{e}={\sqrt {\frac {2GM_{\text{sun}}}{r}}},}

여기서 G Msun은 태양 중심 기준의 표준 중력 변수이다. 태양 표면에서 태양의 중력을 벗어나기 위해 필요한 초기 속도는 618km/s(1,380,000mph)이며, 태양으로부터 지구 거리(1 AU)에서는 42.1km/s(94,000mph)로 감소하고, 100AU 거리에서는 4.21km/s(9,400mph)로 떨어진다.

보이저 1호와 2호의 속도와 태양으로부터의 거리
파이어니어 10호와 11호의 태양으로부터의 속도와 거리
뉴 호라이즌스의 속도와 태양으로부터의 거리

태양계를 벗어나기 위해서는 탐사선이 해당 위치에서의 탈출 속도에 도달해야 한다. 지구의 영향을 제외한 태양으로부터의 탈출 속도는 42.1km/s이다. 이 속도에 도달하기 위해서는 태양 주위를 도는 지구의 공전 속도(29.78km/s)를 추진력으로 활용하는 것이 매우 유리한다. 이후 행성 근처를 통과하면서 스윙바이를 이용하면 탐사선은 추가 속도를 얻을 수 있다.

## 추진체

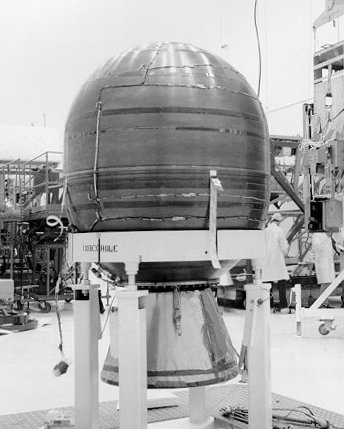
A Star-48 rocket motor like the one used to launch the New Horizons probe

모든 행성 탐사선은 다단 로켓에 의해 탈출 궤도로 놓였으며, 이 로켓의 마지막 단계는 해당 탐사선을 발사한 뒤 거의 동일한 궤적에 놓이게 된다. 하지만 이러한 마지막 단계들은 능동적으로 유도될 수 없기 때문에, 탐사선들이 소형 추진기를 이용해 경로 수정을 한 것과 달리 현재는 탐사선들과 다른 궤적을 따라가고 있다. 한편, 탐사선이 스윙바이를 통해 탈출 속도를 얻은 경우에는 발사 단계(stage)가 탐사선과 유사한 경로를 가지지 않을 수 있으며, 극히 드문 가능성이지만 무언가와 충돌했을 수도 있다. 탈출 궤도에 있는 발사 단계(stage)들은 다음과 같다.
- 파이어니어 10호의 3단계: Star-37 고체 연료 로켓의 TE364-4 변형[23]
- 보이저 1호의 4단계: Star 37E 고체 연료 로켓[24]
- 보이저 2호의 4단계: Star 37E 고체 연료 로켓[24]

- 뉴허라이즌스의 3단계: Star 48B 고체 연료 로켓은 뉴허라이즌스와 유사한 탈출 궤도를 따라 태양계를 벗어나고 있으며, 뉴허라이즌스보다 6시간 먼저 목성을 지나갔다.[25][26] 2015년 10월 15일, 뉴허라이즌스의 명왕성 비행 이후 4개월 뒤인 이 로켓은 명왕성의 궤도를 2억 1,300만 킬로미터(1AU 이상) 떨어진 곳에서 지나갔다.[27]

또한, 뉴허라이즌스 탐사선이 3단계 로켓에서 분리되기 전에 회전 속도를 줄이기 위해 두 개의 작은 요요형 감속 추가 와이어에 연결되어 사용되었다. 회전 속도가 낮아진 후, 이 질량들과 와이어는 분리되어 태양계를 벗어나는 탈출 궤도로 진입하게 되었다.
위에 언급된 모든 물체들은 추적할 수 없다. 이들은 전원이나 무선 안테나가 없고, 제어되지 않는 회전을 하며, 너무 작아서 감지할 수 없다. 따라서 이들의 정확한 위치는 태양계 탈출 궤도 외에는 알 수 없다.
파이어니어 11호의 3단계는 태양계를 벗어나지 못했기 때문에 태양 궤도에 있을 것으로 추정된다. 이는 목성과의 만남이 태양계를 벗어나는 결과를 초래하지 않았기 때문이다. 파이어니어 11호는 이후 토성과의 만남에서 태양계를 벗어날 수 있는 필요한 속도를 얻었다고 한다.
2006년 1월 19일, 뉴허라이즌스 탐사선은 케이프 카내버럴에서 아틀라스 V 로켓과 범용 핵심 부스터, 센타우르 상단 단계, 스타 48B 3단 로켓을 사용하여 시속 58,536km(36,373mph)의 속도로 태양 탈출 궤도로 직접 발사되었다. 뉴허라이즌스는 단 9시간 만에 달의 궤도를 통과했다. 그 후, 목성과의 만남은 탐사선의 속도를 더욱 증가시켰으며, 이 만남 덕분에 뉴허라이즌스는 명왕성에 3년 더 빨리 도달할 수 있었다.
따라서 현재까지 태양 탈출 궤도로 직접 발사된 유일한 천체는 뉴호라이즌스 우주선, 세 번째 단계, 그리고 두 개의 탈스핀 질량이었다. 뉴호라이즌스 켄타우로스(두 번째) 단계는 탈출하는 것이 아니라 2.83년 태양 중심(태양) 궤도에 있다.
파이어니어 10호와 11호, 보이저 1호와 2호 센타우루스(두 번째) 단계도 태양 중심 궤도에 있다.

## 미래

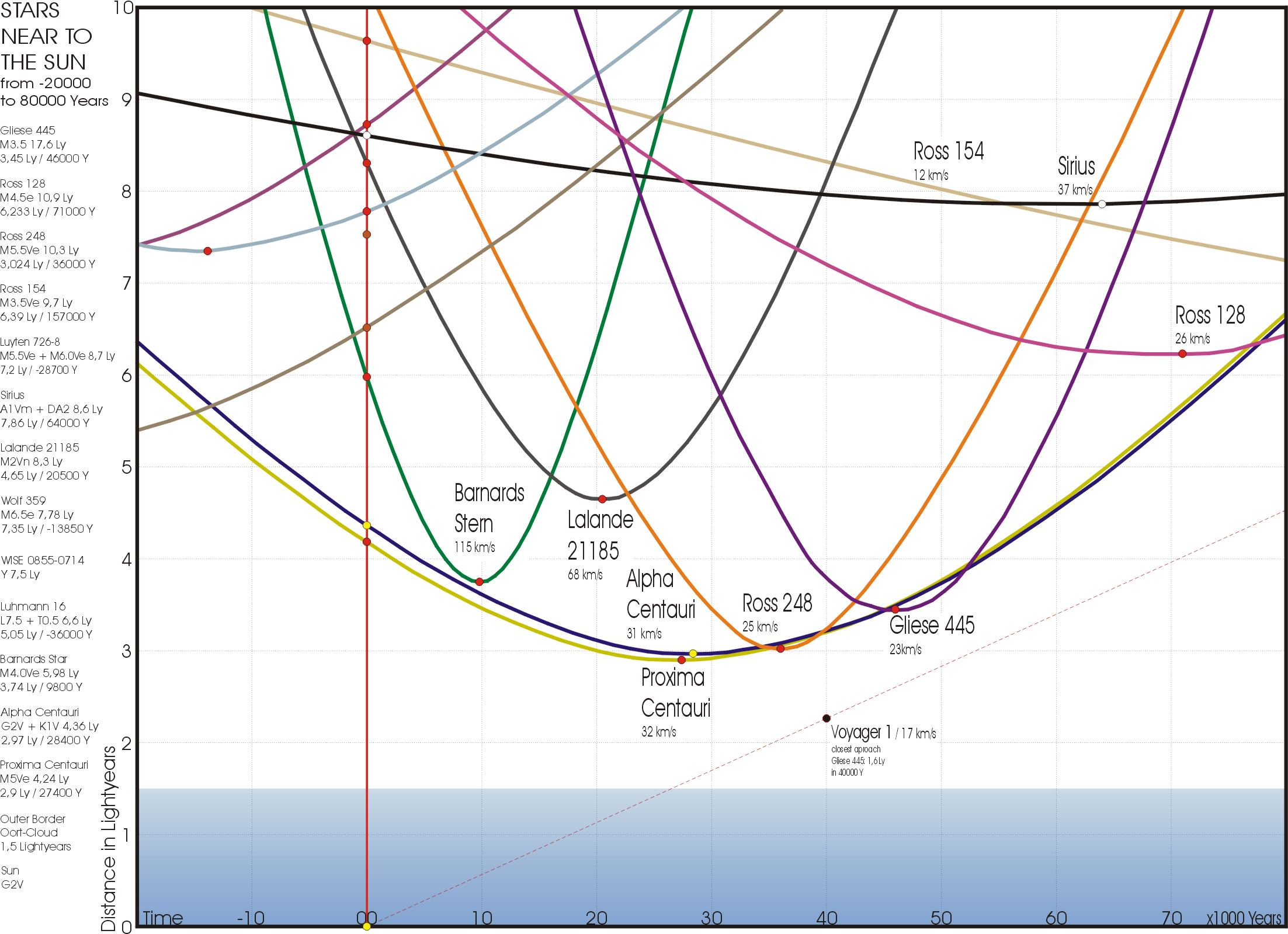
다음 약 10만년간 보이저 1호과 태양 및 인근 가까운 항성과의 거리를 그린 그래프

인터스텔라 공간의 광대한 공허함을 고려할 때, 여기 나열된 모든 물체들은 다른 물체와 충돌하거나 그 물체에 의해 수집되는 매우 드문 가능성을 제외하면 깊은 우주로 계속 이동할 가능성이 크다. 이들은 태양의 주계열 단계가 끝날 때까지, 즉 수십억 년 뒤까지도 존재할 수 있다. 파이오니어 또는 보이저 탐사선이 별(또는 별 잔해)과 충돌할 가능성에 대한 추정된 시간 척도는 약 10²⁰(100 quintillion) 년이다. 하지만, 이들 탐사선이 충분한 속도를 얻어 은하를 탈출하여 은하간 공간으로 나가는 것은 매우 불가능에 가깝다.
성간 공간의 거대한 공허함을 고려할 때, 여기에 나열된 모든 물체는 다른 물체와 충돌(또는 수집)할 가능성이 극히 희박한 경우를 제외하고는 수십억 년 후 태양 생명의 주계열성보다 오래 지속될 수 있는 타임라인을 따라 깊은 우주로 계속 이동할 가능성이 높다. 파이오니어 또는 보이저 우주선이 별(또는 별 잔해)과 충돌할 가능성에 대한 추정 시간 척도는 1020년(100억 분의 1)입이다. 그러나 그들은 우리 은하(또는 안드로메다 은하와 우리 은하의 충돌)를 탈출하여 은하간 공간으로 이동할 수 있을 만큼의 속도를 얻기는 매우 어렵다.

## 율리시스
1990년에 태양 탐사선 율리시스는 목성으로 향해 발사되어 태양의 극을 중심으로 고도 경사 궤도를 도는 목표를 가지고 있었다. 이 탐사선은 2008년에 종료되었다. 율리시스는 현재 태양을 중심으로 79° 경사 궤도를 돌고 있으며, 그 장축단(원 궤도에서 가장 먼 지점)는 목성의 궤도를 넘고 있다. 2098년 11월에는 목성과 또 다른 근접 비행을 하며, 유로파와 가니메데의 궤도 사이를 통과할 예정이다. 이 슬링샷 조작 후에는 태양을 중심으로 쌍곡선 궤도에 진입하여 결국 태양계를 떠날 가능성이 있다.
율리시스는 현재 방사성동위원소 열전기 발전기 전원 공급이 고갈되어 2009년 이후로 꺼져 있으며, 따라서 교신이 불가능하고 어떤 방식으로도 추적하거나 유도할 수 없다. 이로 인해 율리시스의 정확한 궤적은 알 수 없으며, 태양 복사압과 같은 요소들이 그 만남 경로에 상당한 영향을 미칠 수 있다.

## 갤러리

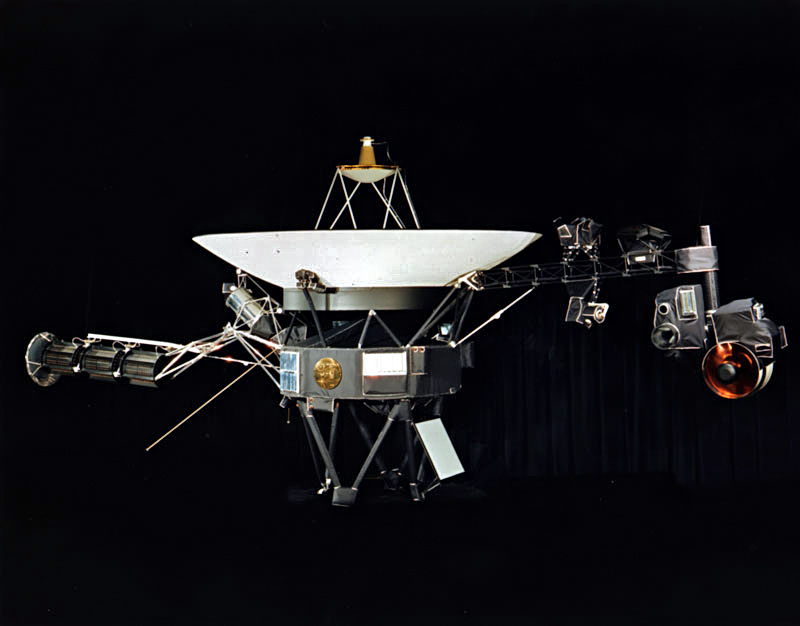
보이저 1 / 보이저 2의 사진
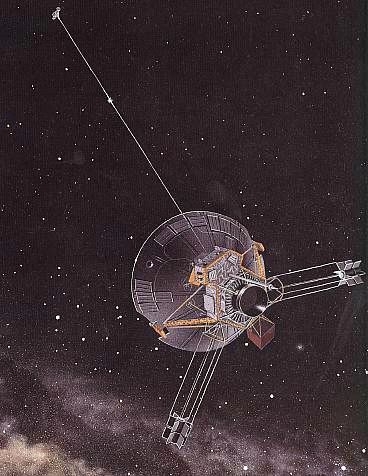
파이어니어 10 / 파이어니어 11의 아티스트 개념
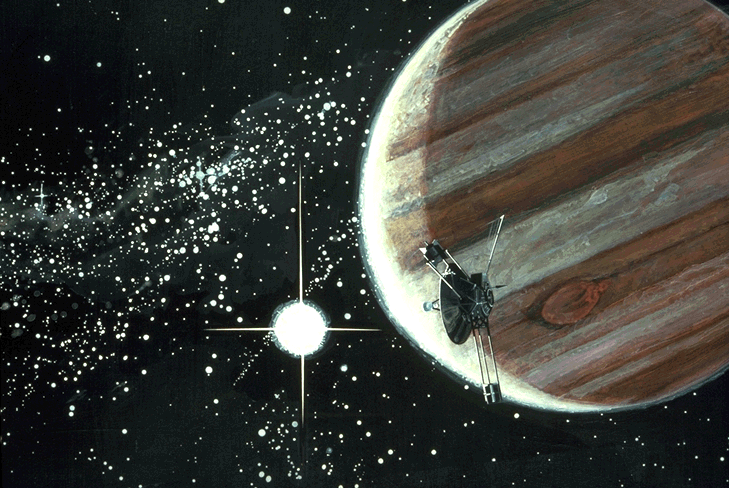
목성 근처의 파이어니어 10에 대한 아티스트의 개념
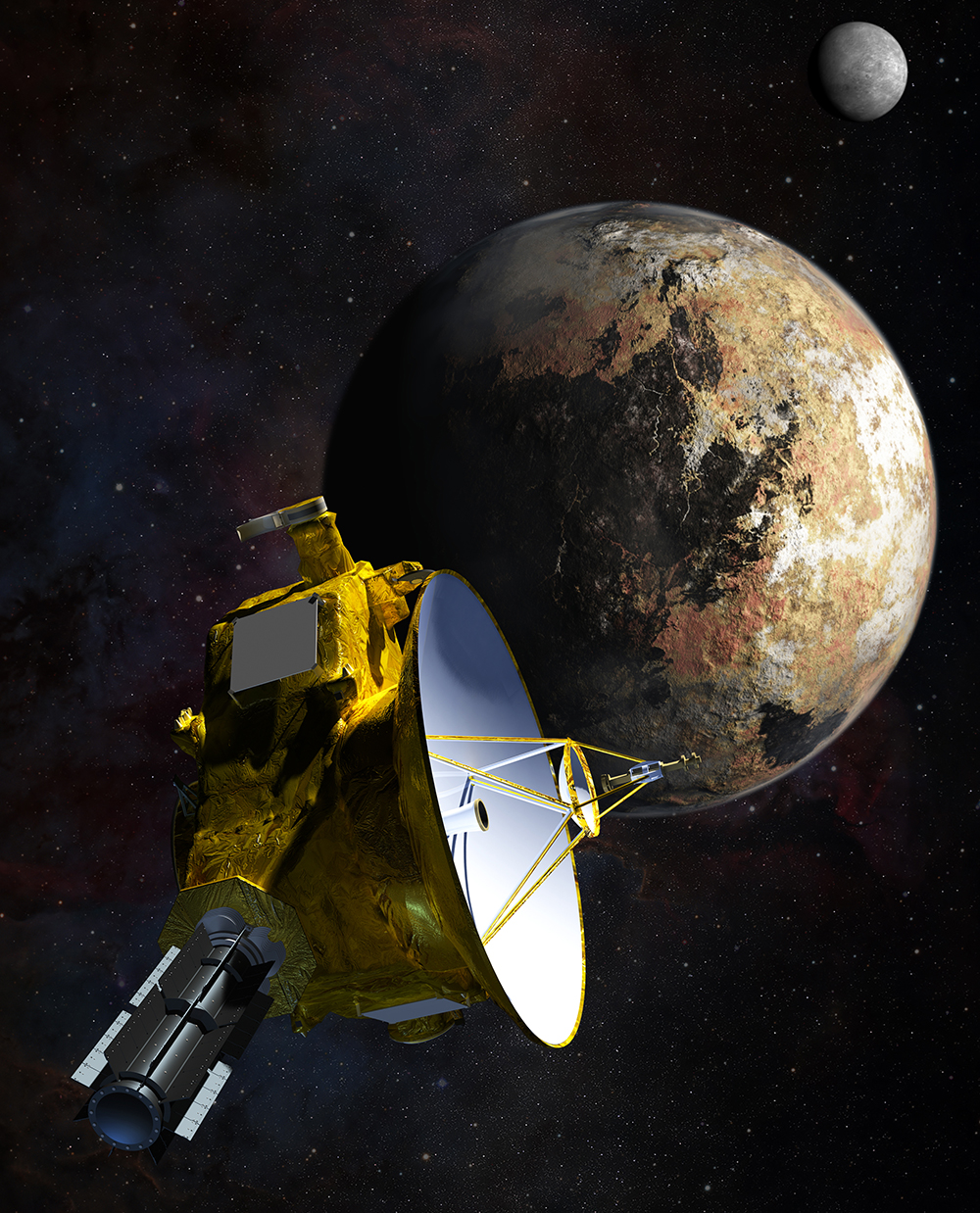
명왕성에 접근하는 아티스트의 뉴 호라이즌스 개념.
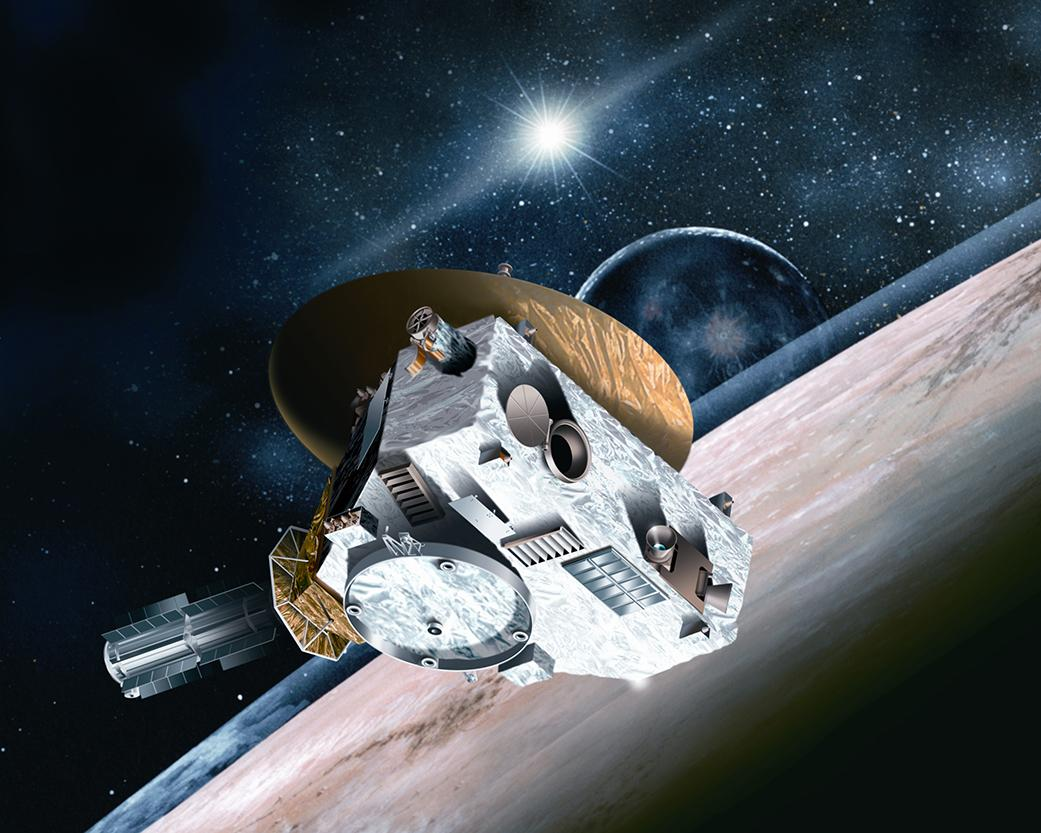
명왕성 근처의 새로운 지평선에 대한 예술가의 개념.